# Anastasia Soare
Anastasia Soare (născută Anastasia Bălămaci; n. 28 decembrie 1956, Constanța, România) este o femeie de afaceri româno-americană, CEO și fondatoare a companiei Anastasia Beverly Hills. Are o avere estimată în dolari americani la 3,4 miliarde de lei în 2022.  Și-a deschis  primul salon în 1997 în Beverly Hills.